# Dây phú ninh
Dây phú ninh (danh pháp hai phần: Parepigynum funingense) là một loài thực vật thuộc họ Apocynaceae. Đây là loài đặc hữu của Trung Quốc.